# 금융중심지지원센터
금융중심지지원센터는 대한민국 금융회사들의 해외 진출 및 해외 금융회사들의 대한민국 진출을 종합적으로 지원하기 위하여 대한민국 금융위원회 산하 민간 금융감독기관인 금융감독원에서 설립한 기관이다. 금융중심지지원센터장은 금융감독원 부원장이 겸임하며 부센터장을 두고 있다. 서울특별시 영등포구 여의대로 38 금융감독원 내에 위치하고 있다.

## 설립 근거
- 금융중심지의 조성과 발전에 관한 법률

## 연혁
- 2008년 9월 9일 금융중심지지원센터 개소[3]

## 조직

### 금융중심지지원센터장

#### 부센터장
- 외국사지원팀
- 해외진출지원·홍보팀
- 금융환경개선팀

## 같이 보기
- 금융감독원
- 금융중심지추진위원회
- 부산금융중심지지원센터